# An ninh

Người tị nạn vượt biển đến đảo Lesbos của Hy Lạp hòng chạy trốn chiến tranh và sự mất an ninh ở Iraq và Syria (năm 2015).

An ninh (tiếng Anh: security) nghĩa là tránh được hoặc bền bỉ trước các mối đe dọa tiềm tàng (hoặc các thay đổi mang tính cưỡng chế không mong muốn) từ kẻ khác, nói cách khác là bảo đảm được sự an toàn trước các mối đe dọa. Bên thụ hưởng an ninh có thể là người, nhóm người trong xã hội, sự vật, định chế, hệ sinh thái hoặc bất cứ thực thể nào hoặc hiện tượng nào dễ bị tác động bởi những biến đổi không mong muốn của môi trường xung quanh.
Nội hàm an ninh chủ yếu đề cập đến sự bảo vệ khỏi các thế lực thù địch, tuy nhiên khái niệm này còn vô số cách tiếp cận khác: ví dụ, an ninh mức sống (đạt được mức sống đầy đủ, không thiếu thốn), an ninh lương thực (không thiếu ăn), an ninh mạng, an ninh giam giữ, an ninh cảm xúc,...
Thuật ngữ này cũng được sử dụng khi đề cập đến các hành vi và các hệ thống có mục đích cung cấp an ninh (ví dụ: lực lượng an ninh, nhân viên bảo vệ, hệ thống an ninh mạng, camera an ninh, giám sát từ xa).

## Từ nguyên
"An ninh" (安寧) là từ Hán-Việt, trong đó an (安) và ninh (寧) đều mang nghĩa là "yên ổn". Từ secure trong tiếng Anh có từ thế kỷ 16, bắt nguồn từ tiếng Latinh securus, trong đó se nghĩa là "không có" còn cura nghĩa là "sự lo lắng".